# Spathius impus
Spathius impus är en stekelart som beskrevs av Matthews 1970. Spathius impus ingår i släktet Spathius och familjen bracksteklar. Inga underarter finns listade i Catalogue of Life.